# Jackeline Rentería
Jackeline Rentería, född den 23 februari 1986 i Cali, Colombia, är en colombiansk brottare som tog OS-brons i lättviktsbrottning i fristilsklassen 2008 i Peking och 2012 i London. Hon har också tagit en bronsmedalj vid panamerikanska spelen 2015 i Toronto.